# Philipotabanus nigripennis
Philipotabanus nigripennis är en tvåvingeart som beskrevs av Wilkerson 1979. Philipotabanus nigripennis ingår i släktet Philipotabanus och familjen bromsar.
Artens utbredningsområde är Colombia. Inga underarter finns listade i Catalogue of Life.